# キサントプロテイン反応

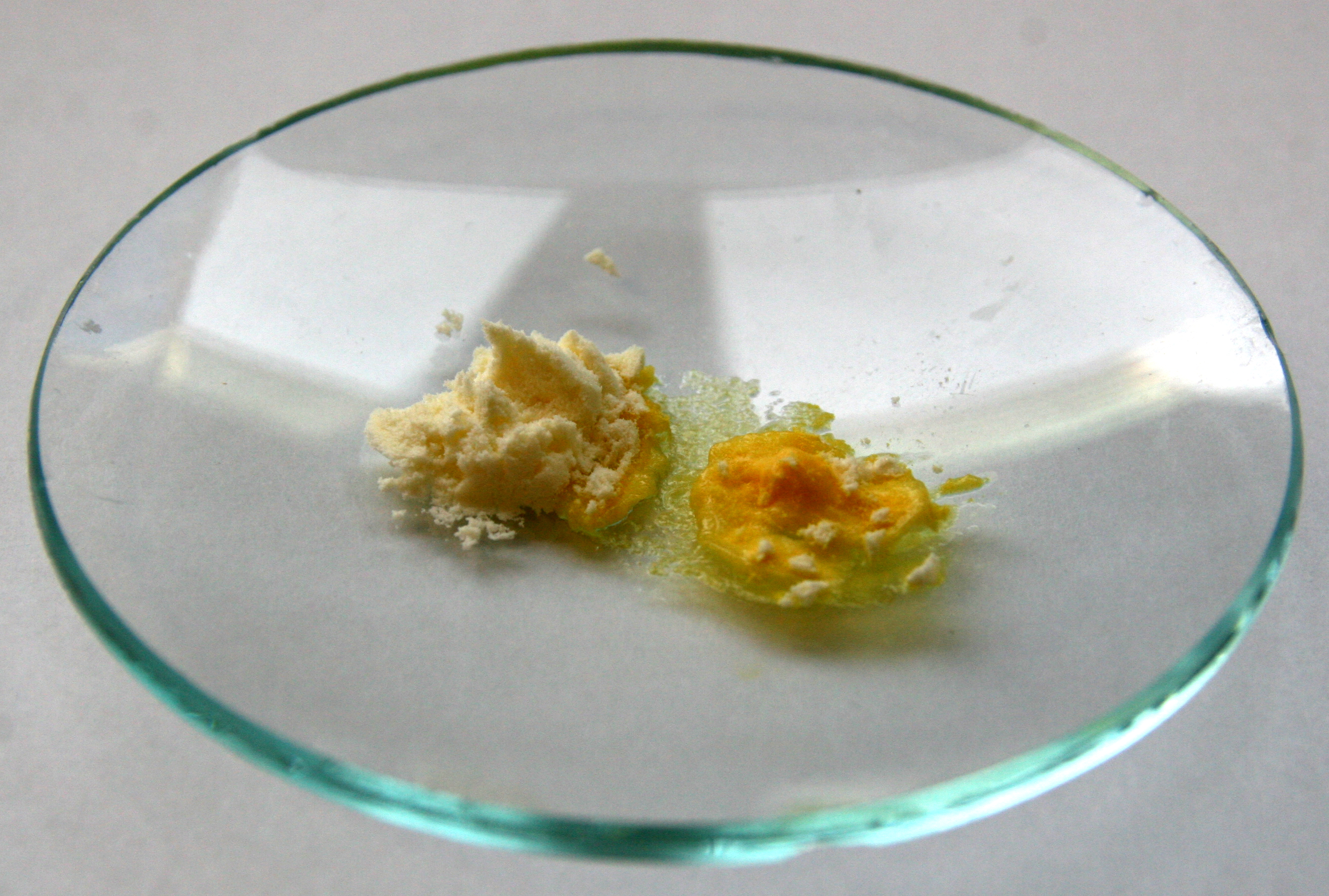

キサントプロテイン反応（キサントプロテインはんのう、英語: xanthoproteic reaction、ドイツ語: Xanthoprotein-Reaktion）とは、タンパク質の検出に用いられる化学反応のひとつ。硝酸の芳香族求電子置換反応によりタンパク質の芳香族アミノ酸残基が変性し、次いで黄変する性質を利用しており、呈される黄色は、ニトロベンゼン誘導体の色である。手指に硝酸がかかると黄色く変色するのは、この反応のためである。
なお、キサント（xantho-）とは、ギリシャ語で黄色を意味する。

## 概要
タンパク質を構成するアミノ酸のうち、チロシン、フェニルアラニン、トリプトファンなど、ベンゼン環を持つもの（芳香族アミノ酸）がニトロ化されることで呈色反応が起きる。この反応は加熱することで促進される。

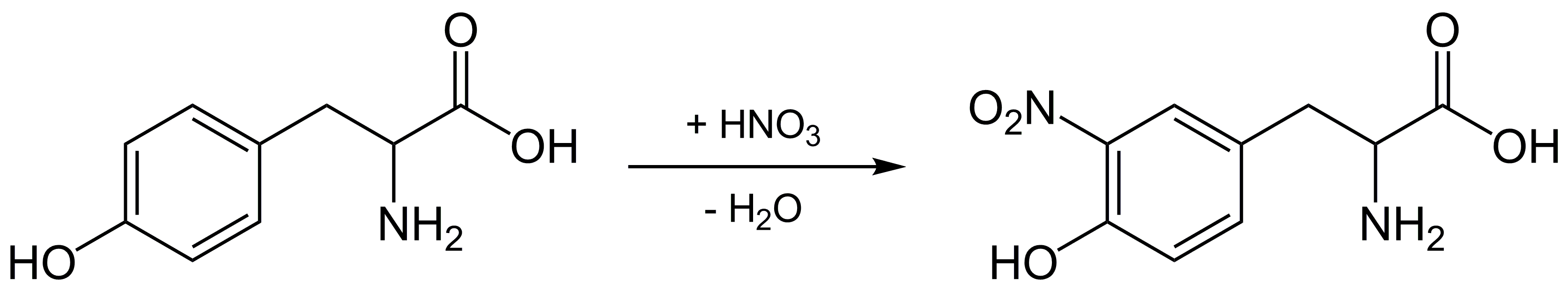
チロシンのニトロ化反応

黄変したものを冷やしてから、さらにアルカリまたはアンモニアと反応させることで、電子吸引基（ニトロ基）の効果により酸性度の増したフェノール性水素が解離し黄橙色へ変化する。
なお、実際には、フェニルアラニンのベンゼン環は比較的反応性が低く、単に濃硝酸を加えて加熱したぐらいでは、ほとんどニトロ化されない。一方、チロシンのフェノール性ベンゼン環は、パラ位に存在する電子供与基（ヒドロキシ基）による電子供与的共鳴活性化により、比較的容易に選択的にオルト位がニトロ化される。
ゼラチンやコラーゲンなど、芳香族アミノ酸をほとんど含まないタンパク質は、キサントプロテイン反応もほとんど陽性を示さない。